# Linia kolejowa 154 Hronská Dúbrava – Banská Štiavnica
Linia kolejowa nr 154 Hronská Dúbrava – Banská Štiavnica – linia kolejowa na Słowacji o długości 19,7 km, łącząca miejscowości Hronská Dúbrava i Bańska Szczawnica. Jest to linia jednotorowa oraz niezelektryfikowana.